# European Champions League 2001-2002 (pallavolo maschile)
La European Champions League di pallavolo maschile 2001-2002 si è svolta dal 4 dicembre 2001 al 24 marzo 2002: al torneo hanno partecipato sedici squadre di club europee e la vittoria finale è andata per la prima volta all'Associazione Sportiva Volley Lube.

## Regolamento

### Formula
Le squadre hanno disputato una prima fase a gironi con formula del girone all'italiana con gare di andata e ritorno; al termine della prima fase le prime due classificate di ogni girone hanno disputato quarti di finale, giocati con gare di andata e ritorno, semifinali, finale per il terzo posto e finale.

### Criteri di classifica
Sono stati assegnati 2 punti alla squadra vincente e 1 a quella sconfitta.
L'ordine del posizionamento in classifica è stato definito in base a:
- Punti;
- Ratio dei set vinti/persi;
- Ratio dei punti realizzati/subiti.

## Squadre partecipanti
| - Almería - Izumrud - Friedrichshafen - Arçelik - İstanbul BB - ZAKSA - Maaseik - Lube | - MGTU Mosca - Paris - Olympiakos - Īraklīs Salonicco - Levski Sofia - Tours - Treviso - Vienna hotVolleys |

## Torneo

### Fase a gironi
| Girone A          | Girone B          | Girone C        | Girone D    |
| ----------------- | ----------------- | --------------- | ----------- |
| Izumrud           | ZAKSA             | Almería         | İstanbul BB |
| Maaseik           | Olympiakos        | Friedrichshafen | MGTU Mosca  |
| Paris             | Levski Sofia      | Arçelik         | Tours       |
| Īraklīs Salonicco | Vienna hotVolleys | Lube            | Treviso     |

#### Girone A

##### Risultati
| 4 dicembre 2001 Salle Pierre Charpy, Parigi Durata: ? - Spettatori: 672       | Paris             | 2 - 3 | Maaseik           | 25-23, 25-16, 21-25, 21-25, 15-17 |
| 5 dicembre 2001 DIVS Uralochka, Ekaterinburg Durata: ? - Spettatori: 1 700    | Izumrud           | 0 - 3 | Īraklīs Salonicco | 15-25, 22-25, 18-25               |
| 13 dicembre 2001 Sports Center Evosmos, Salonicco Durata: ? - Spettatori: 540 | Īraklīs Salonicco | 3 - 0 | Paris             | 25-21, 25-20, 25-21               |
| 12 dicembre 2001 Expodroom, Bree Durata: ? - Spettatori: 3 500                | Maaseik           | 3 - 1 | Izumrud           | 25-17, 25-10, 23-25, 25-16        |
| 19 dicembre 2001 Salle Pierre Charpy, Parigi Durata: ? - Spettatori: 1 000    | Paris             | 2 - 3 | Izumrud           | 25-17, 26-28, 20-25, 25-22, 6-15  |
| 19 dicembre 2001 Expodroom, Bree Durata: ? - Spettatori: 3 500                | Maaseik           | 3 - 2 | Īraklīs Salonicco | 23-25, 25-21, 25-20, 20-25, 17-15 |
| 9 gennaio 2002 Sports Center Evosmos, Salonicco Durata: ? - Spettatori: 1 200 | Īraklīs Salonicco | 3 - 1 | Maaseik           | 25-17, 22-25, 25-15, 28-26        |
| 9 gennaio 2002 DIVS Uralochka, Ekaterinburg Durata: ? - Spettatori: 2 000     | Izumrud           | 2 - 3 | Paris             | 18-25, 25-21, 25-20, 18-25, 11-15 |
| 15 gennaio 2002 Salle Pierre Charpy, Parigi Durata: ? - Spettatori: 1 300     | Paris             | 1 - 3 | Īraklīs Salonicco | 23-25, 21-25, 27-25, 24-26        |
| 16 gennaio 2002 DIVS Uralochka, Ekaterinburg Durata: ? - Spettatori: 2 400    | Izumrud           | 0 - 3 | Maaseik           | 23-25, 21-25, 18-25               |
| 23 gennaio 2002 Expodroom, Bree Durata: ? - Spettatori: 4 200                 | Maaseik           | 1 - 3 | Paris             | 18-25, 21-25, 25-22, 21-25        |
| 23 gennaio 2002 Sports Center Evosmos, Salonicco Durata: ? - Spettatori: 500  | Īraklīs Salonicco | 2 - 3 | Izumrud           | 25-17, 23-25, 25-20, 23-25, 15-17 |

##### Classifica
| Pos | Squadra           | Pt | G | V | P | SV | SP | Ratio | PF  | PS  | Ratio |
| --- | ----------------- | -- | - | - | - | -- | -- | ----- | --- | --- | ----- |
| 1   | Īraklīs Salonicco | 10 | 6 | 4 | 2 | 16 | 8  | 2.000 | 568 | 509 | 1.115 |
| 2   | Maaseik           | 10 | 6 | 4 | 2 | 14 | 11 | 1.272 | 557 | 540 | 1.031 |
| 3   | Paris             | 8  | 6 | 2 | 4 | 11 | 15 | 0.733 | 569 | 571 | 0.996 |
| 4   | Izumrud           | 8  | 6 | 2 | 4 | 9  | 16 | 0.562 | 493 | 567 | 0.869 |

#### Girone B

##### Risultati
| 6 dicembre 2001 Peace & Friendship Stadium, Atene Durata: ? - Spettatori: 350  | Olympiakos        | 3 - 0 | Vienna hotVolleys | 25-15, 26-24, 25-19               |
| 4 dicembre 2001 Hala Centum, Dąbrowa Górnicza Durata: ? - Spettatori: 2 600    | ZAKSA             | 3 - 1 | Levski Sofia      | 25-18, 25-14, 22-25, 25-13        |
| 12 dicembre 2001 Hristo Botev Hall, Sofia Durata: ? - Spettatori: 3 000        | Levski Sofia      | 3 - 1 | Olympiakos        | 25-22, 21-25, 25-18, 25-21        |
| 12 dicembre 2001 Budocenter, Vienna Durata: ? - Spettatori: 2 700              | Vienna hotVolleys | 2 - 3 | ZAKSA             | 25-19, 21-25, 21-25, 25-20, 13-15 |
| 20 dicembre 2001 Peace & Friendship Stadium, Atene Durata: ? - Spettatori: 300 | Olympiakos        | 3 - 0 | ZAKSA             | 25-21, 25-17, 25-18               |
| 19 dicembre 2001 Budocenter, Vienna Durata: ? - Spettatori: 2 400              | Vienna hotVolleys | 3 - 1 | Levski Sofia      | 25-15, 25-21, 21-25, 25-21        |
| 10 gennaio 2002 Hristo Botev Hall, Sofia Durata: ? - Spettatori: 2 800         | Levski Sofia      | 3 - 2 | Vienna hotVolleys | 25-20, 20-25, 29-31, 25-22, 15-11 |
| 8 gennaio 2002 Hala Centum, Dąbrowa Górnicza Durata: ? - Spettatori: 3 000     | ZAKSA             | 3 - 1 | Olympiakos        | 26-24, 20-25, 26-24, 25-21        |
| 17 gennaio 2002 Peace & Friendship Stadium, Atene Durata: ? - Spettatori: 400  | Olympiakos        | 3 - 1 | Levski Sofia      | 25-14, 25-18, 21-25, 25-22        |
| 15 gennaio 2002 Hala Centum, Dąbrowa Górnicza Durata: ? - Spettatori: 3 500    | ZAKSA             | 3 - 0 | Vienna hotVolleys | 25-20, 25-17, 25-23               |
| 23 gennaio 2002 Budocenter, Vienna Durata: ? - Spettatori: 2 700               | Vienna hotVolleys | 2 - 3 | Olympiakos        | 20-25, 23-25, 31-29, 25-20, 11-15 |
| 23 gennaio 2002 Hristo Botev Hall, Sofia Durata: ? - Spettatori: 3 200         | Levski Sofia      | 2 - 3 | ZAKSA             | 25-20, 20-25, 25-20, 15-25, 14-16 |

##### Classifica
| Pos | Squadra           | Pt | G | V | P | SV | SP | Ratio | PF  | PS  | Ratio |
| --- | ----------------- | -- | - | - | - | -- | -- | ----- | --- | --- | ----- |
| 1   | ZAKSA             | 11 | 6 | 5 | 1 | 15 | 9  | 1.666 | 535 | 504 | 1.061 |
| 2   | Olympiakos        | 10 | 6 | 4 | 2 | 14 | 9  | 1.555 | 541 | 496 | 1.090 |
| 3   | Levski Sofia      | 8  | 6 | 2 | 4 | 11 | 15 | 0.733 | 540 | 590 | 0.915 |
| 4   | Vienna hotVolleys | 7  | 6 | 1 | 5 | 9  | 16 | 0.562 | 539 | 565 | 0.954 |

#### Girone C

##### Risultati
| 6 dicembre 2001 Sport Arena, Friedrichshafen Durata: ? - Spettatori: 1 800               | Friedrichshafen | 3 - 1 | Arçelik         | 25-22, 28-26, 23-25, 25-23        |
| 5 dicembre 2001 Pabellón Municipal Rafael Florido, Almería Durata: ? - Spettatori: 2 000 | Almería         | 1 - 3 | Lube            | 14-25, 25-22, 24-26, 23-25        |
| 12 dicembre 2001 PalaFontescodella, Macerata Durata: ? - Spettatori: 1 200               | Lube            | 1 - 3 | Friedrichshafen | 23-25, 22-25, 25-18, 19-25        |
| 11 dicembre 2001 Olympus Sport Center Tuzla, Istanbul Durata: ? - Spettatori: 600        | Arçelik         | 1 - 3 | Almería         | 25-18, 18-25, 22-25, 20-25        |
| 20 dicembre 2001 Sport Arena, Friedrichshafen Durata: ? - Spettatori: 2 030              | Friedrichshafen | 3 - 2 | Almería         | 25-16, 23-25, 23-25, 25-18, 15-11 |
| 18 dicembre 2001 Olympus Sport Center Tuzla, Istanbul Durata: ? - Spettatori: 820        | Arçelik         | 2 - 3 | Lube            | 25-20, 25-21, 16-25, 18-25, 8-25  |
| 9 gennaio 2002 PalaFontescodella, Macerata Durata: ? - Spettatori: 1 500                 | Lube            | 3 - 0 | Arçelik         | 25-13, 25-21, 25-12               |
| 9 gennaio 2002 Pabellón Municipal Rafael Florido, Almería Durata: ? - Spettatori: 600    | Almería         | 3 - 1 | Friedrichshafen | 26-24, 27-25, 22-25, 25-22        |
| 17 gennaio 2002 Sport Arena, Friedrichshafen Durata: ? - Spettatori: 2 500               | Friedrichshafen | 1 - 3 | Lube            | 25-23, 25-27, 18-25, 23-25        |
| 16 gennaio 2002 Pabellón Municipal Rafael Florido, Almería Durata: ? - Spettatori: 1 500 | Almería         | 3 - 0 | Arçelik         | 25-15, 25-18, 25-21               |
| 23 gennaio 2002 Olympus Sport Center Tuzla, Istanbul Durata: ? - Spettatori: 700         | Arçelik         | 1 - 3 | Friedrichshafen | 18-25, 28-30, 25-23, 18-25        |
| 23 gennaio 2002 PalaFontescodella, Macerata Durata: ? - Spettatori: 1 550                | Lube            | 3 - 0 | Almería         | 25-22, 25-18, 28-26               |

##### Classifica
| Pos | Squadra         | Pt | G | V | P | SV | SP | Ratio | PF  | PS  | Ratio |
| --- | --------------- | -- | - | - | - | -- | -- | ----- | --- | --- | ----- |
| 1   | Lube            | 11 | 6 | 5 | 1 | 16 | 7  | 2.285 | 546 | 474 | 1.151 |
| 2   | Friedrichshafen | 10 | 6 | 4 | 2 | 14 | 11 | 1.272 | 595 | 569 | 1.045 |
| 3   | Almería         | 9  | 6 | 3 | 3 | 12 | 11 | 1.090 | 515 | 522 | 0.986 |
| 4   | Arçelik         | 6  | 6 | 0 | 6 | 5  | 18 | 0.277 | 462 | 553 | 0.835 |

#### Girone D

##### Risultati
| 5 dicembre 2001 PalaVerde, Villorba Durata: ? - Spettatori: 1 800               | Treviso     | 1 - 3 | MGTU Mosca  | 25-20, 33-35, 24-26, 18-25 |
| 5 dicembre 2001 Haldun Alagaş Spor Salonu, Istanbul Durata: ? - Spettatori: 750 | İstanbul BB | 0 - 3 | Tours       | 20-25, 10-25, 20-25        |
| 11 dicembre 2001 Salle Robert-Grenon, Tours Durata: ? - Spettatori: 3 000       | Tours       | 3 - 1 | Treviso     | 25-22, 22-25, 25-22, 25-21 |
| 13 dicembre 2001 Lužniki Sports Palace, Mosca Durata: ? - Spettatori: 1 260     | MGTU Mosca  | 3 - 0 | İstanbul BB | 25-11, 25-11, 37-35        |
| 18 dicembre 2001 PalaVerde, Villorba Durata: ? - Spettatori: 220                | Treviso     | 3 - 0 | İstanbul BB | 25-12, 25-18, 25-18        |
| 18 dicembre 2001 Lužniki Sports Palace, Mosca Durata: ? - Spettatori: 1 400     | MGTU Mosca  | 3 - 1 | Tours       | 32-30, 23-25, 25-23, 25-22 |
| 8 gennaio 2002 Salle Robert-Grenon, Tours Durata: ? - Spettatori: 3 200         | Tours       | 3 - 0 | MGTU Mosca  | 25-23, 25-21, 25-18        |
| 9 gennaio 2002 Haldun Alagaş Spor Salonu, Istanbul Durata: ? - Spettatori: 300  | İstanbul BB | 0 - 3 | Treviso     | 22-25, 20-25, 11-25        |
| 16 gennaio 2002 PalaVerde, Villorba Durata: ? - Spettatori: 1 500               | Treviso     | 3 - 1 | Tours       | 26-24, 25-22, 23-25, 25-19 |
| 16 gennaio 2002 Haldun Alagaş Spor Salonu, Istanbul Durata: ? - Spettatori: 600 | İstanbul BB | 0 - 3 | MGTU Mosca  | 21-25, 16-25, 21-21        |
| 23 gennaio 2002 Lužniki Sports Palace, Mosca Durata: ? - Spettatori: 2 000      | MGTU Mosca  | 3 - 1 | Treviso     | 25-23, 31-33, 25-22, 25-17 |
| 23 gennaio 2002 Salle Robert-Grenon, Tours Durata: ? - Spettatori: 3 300        | Tours       | 3 - 0 | İstanbul BB | 25-23, 25-21, 25-17        |

##### Classifica
| Pos | Squadra     | Pt | G | V | P | SV | SP | Ratio | PF  | PS  | Ratio |
| --- | ----------- | -- | - | - | - | -- | -- | ----- | --- | --- | ----- |
| 1   | MGTU Mosca  | 11 | 6 | 5 | 1 | 15 | 6  | 2.500 | 541 | 485 | 1.115 |
| 2   | Tours       | 10 | 6 | 4 | 2 | 14 | 7  | 2.000 | 512 | 467 | 1.096 |
| 3   | Treviso     | 9  | 6 | 3 | 3 | 12 | 10 | 1.200 | 534 | 500 | 1.068 |
| 4   | İstanbul BB | 6  | 6 | 0 | 6 | 0  | 18 | 0.000 | 327 | 462 | 0.707 |

### Quarti di finale

#### Andata
| 14 febbraio 2002 Sport Arena, Friedrichshafen Durata: ? - Spettatori: 3 000 | Friedrichshafen   | 3 - 1 | ZAKSA      | 30-32, 25-23, 28-26, 25-22        |
| 13 febbraio 2002 Lužniki Sports Palace, Mosca Durata: ? - Spettatori: 1 700 | MGTU Mosca        | 0 - 3 | Olympiakos | 23-25, 23-25, 24-26               |
| 13 febbraio 2002 PalaFontescodella, Macerata Durata: ? - Spettatori: 1 800  | Lube              | 2 - 3 | Maaseik    | 25-17, 25-22, 21-25, 22-25, 14-16 |
| 13 febbraio 2002 PAOK Sports Arena, Salonicco Durata: ? - Spettatori: 2 000 | Īraklīs Salonicco | 3 - 0 | Tours      | 25-21, 25-17, 25-22               |

#### Ritorno
| 20 febbraio 2002 Hala Centum, Dąbrowa Górnicza Durata: ? - Spettatori: 3 000     | ZAKSA      | 3 - 1 | Friedrichshafen   | 25-21, 20-25, 25-20, 25-17        |
| 20 febbraio 2002 Peace & Friendship Stadium, Atene Durata: ? - Spettatori: 1 000 | Olympiakos | 2 - 3 | MGTU Mosca        | 25-16, 25-17, 21-25, 18-25, 12-15 |
| 20 febbraio 2002 Expodroom, Bree Durata: ? - Spettatori: 4 500                   | Maaseik    | 0 - 3 | Lube              | 22-25, 24-26, 19-25               |
| 20 febbraio 2002 Salle Robert-Grenon, Tours Durata: ? - Spettatori: 3 000        | Tours      | 0 - 3 | Īraklīs Salonicco | 18-25, 24-26, 21-25               |

#### Squadre qualificate
- ZAKSA[1]
- Lube[2]
- Olympiakos[2]
- Īraklīs Salonicco

### Final Four
|  | Semifinali        | Semifinali        | Semifinali |      |            | Finale             | Finale             | Finale             |  |
|  |                   |                   |            |      |            |                    |                    |                    |  |
|  | ZAKSA             | ZAKSA             | 1          |      |            |                    |                    |                    |  |
|  | ZAKSA             | ZAKSA             | 1          |      |            |                    |                    |                    |  |
|  | Olympiakos        | Olympiakos        | 3          |      |            |                    |                    |                    |  |
|  | Olympiakos        | Olympiakos        | 3          |      | Olympiakos | Olympiakos         | 1                  |                    |  |
|  |                   |                   |            |      | Olympiakos | Olympiakos         | 1                  |                    |  |
|  |                   |                   | Lube       | Lube | 3          |                    |                    |                    |  |
|  | Lube              | Lube              | Lube       | Lube | 3          | 3                  |                    |                    |  |
|  | Lube              | Lube              |            |      |            | 3                  |                    |                    |  |
|  | Īraklīs Salonicco | Īraklīs Salonicco | 2          |      |            | Finale 3º/4º posto | Finale 3º/4º posto | Finale 3º/4º posto |  |
|  | Īraklīs Salonicco | Īraklīs Salonicco | 2          |      |            |                    |                    |                    |  |
|  |                   |                   |            |      |            |                    |                    |                    |  |
|  |                   |                   |            |      |            | ZAKSA              | ZAKSA              | 2                  |  |
|  |                   |                   |            |      |            | ZAKSA              | ZAKSA              | 2                  |  |
|  |                   |                   |            |      |            | Īraklīs Salonicco  | Īraklīs Salonicco  | 3                  |  |

#### Semifinali
| 23 marzo 2002 Hala Opole, Opole Durata: ? - Spettatori: 4 000 | ZAKSA | 1 - 3 | Olympiakos        | 23-25, 26-24, 23-25, 23-25        |
| 23 marzo 2002 Hala Opole, Opole Durata: ? - Spettatori: 4 000 | Lube  | 3 - 2 | Īraklīs Salonicco | 15-25, 25-18, 25-20, 20-25, 15-11 |

#### Finale 3º posto
| 24 marzo 2002 Hala Opole, Opole Durata: ? - Spettatori: ? | ZAKSA | 2 - 3 | Īraklīs Salonicco | 27-25, 25-23, 22-25, 29-31, 10-15 |

#### Finale
| 24 marzo 2002 Hala Opole, Opole Durata: ? - Spettatori: 3 750 | Olympiakos | 1 - 3 | Lube | 18-25, 22-25, 29-27, 23-25 |

## Premi individuali
| Premio                | Nome                | Squadra           |
| --------------------- | ------------------- | ----------------- |
| MVP                   | Marco Bracci        | Lube              |
| Miglior realizzatore  | Ernardo Gómez       | Olympiakos        |
| Miglior attaccante    | Wout Wijsmans       | Lube              |
| Miglior muro          | Andrej Kravarik     | Īraklīs Salonicco |
| Miglior servizio      | Robert Szczerbaniuk | Mostostal Azoty   |
| Miglior palleggiatore | Marco Meoni         | Lube              |
| Miglior ricevitore    | Mirko Corsano       | Lube              |
| Miglior libero        | Vasa Mijić          | Olympiakos        |